# Plac Księcia Barnima I w Gryfinie
Plac Księcia Barnima I w Gryfinie (do 1945 r. niem. Markt) – prostokątny plac na terenie Starego Miasta w Gryfinie, dawny rynek. Od południa ograniczony ulicą Piastów, od zachodu ulicą Kościelną, a od wschodu ulicą Bolesława Chrobrego.

## Historia
Główny rynek najstarszej części miasta. W XIII wieku przy rynku wzniesiono ratusz i  istniejący do dziś gotycki Kościół Narodzenia NMP. W 1530 r. zabudowę rynku jak i całego miasta strawił pożar. W 1723 r. przy rynku wzniesiono nowy gmach ratusza. Na jego miejscu w 1851 r. stanął nowy ratusz w stylu neogotyckim. Cała zabudowa rynku wraz z ratuszem uległa zniszczeniu w 1945 r. Po 1945 r. nie odtworzono zabudowy placu w dawnym kształcie. Ruiny ratusza rozebrano, a w miejscu zniszczonych kamienic zbudowano kilkupiętrowe bloki. Po II wojnie światowej plac nazwano imieniem księcia Barnima I. 

## Galeria

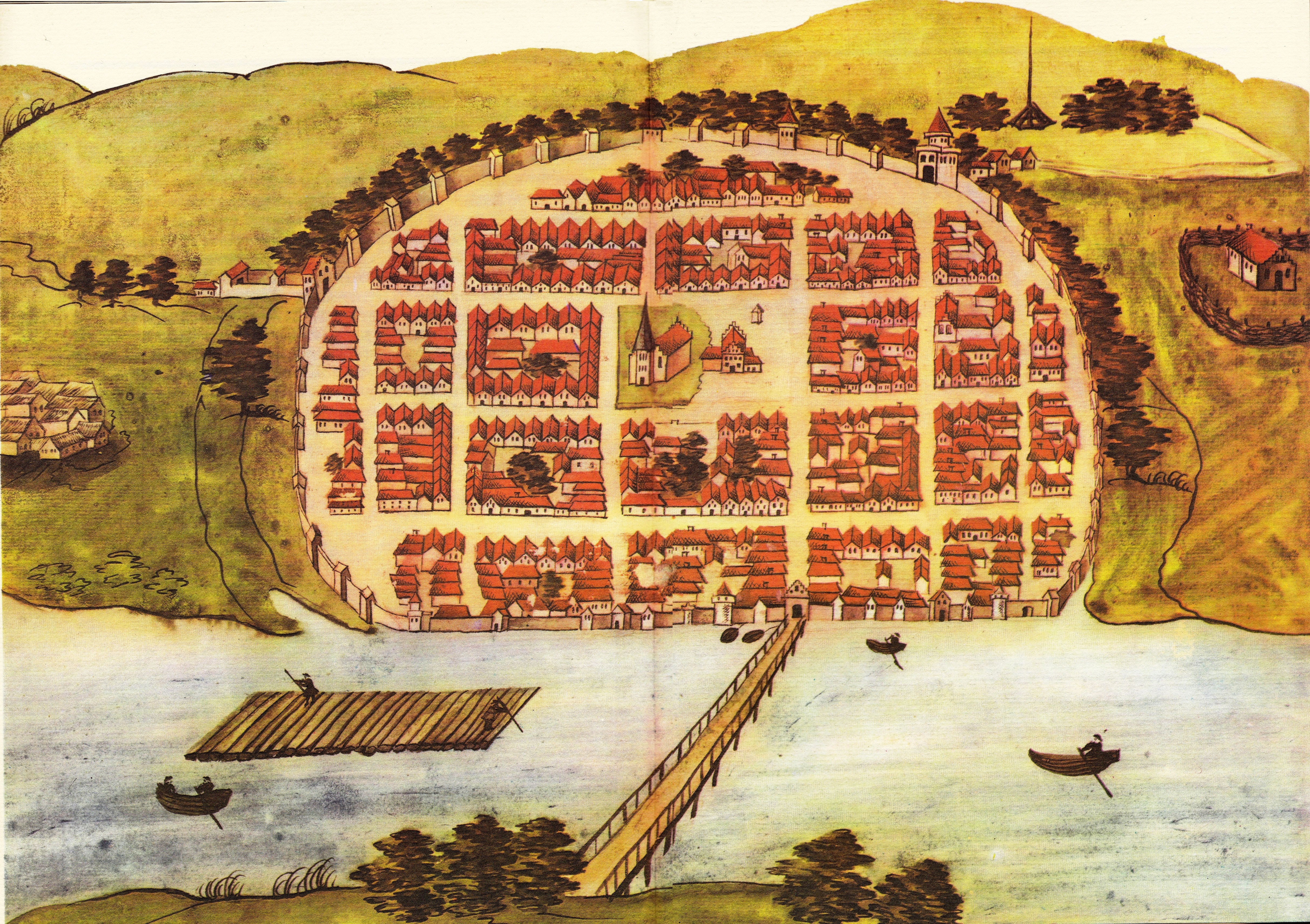
Stare Miasto w Gryfinie w 1615 r. wg „Stralsunder Bilderhandschrift”, pośrodku rynek z ratuszem i kościołem NMP
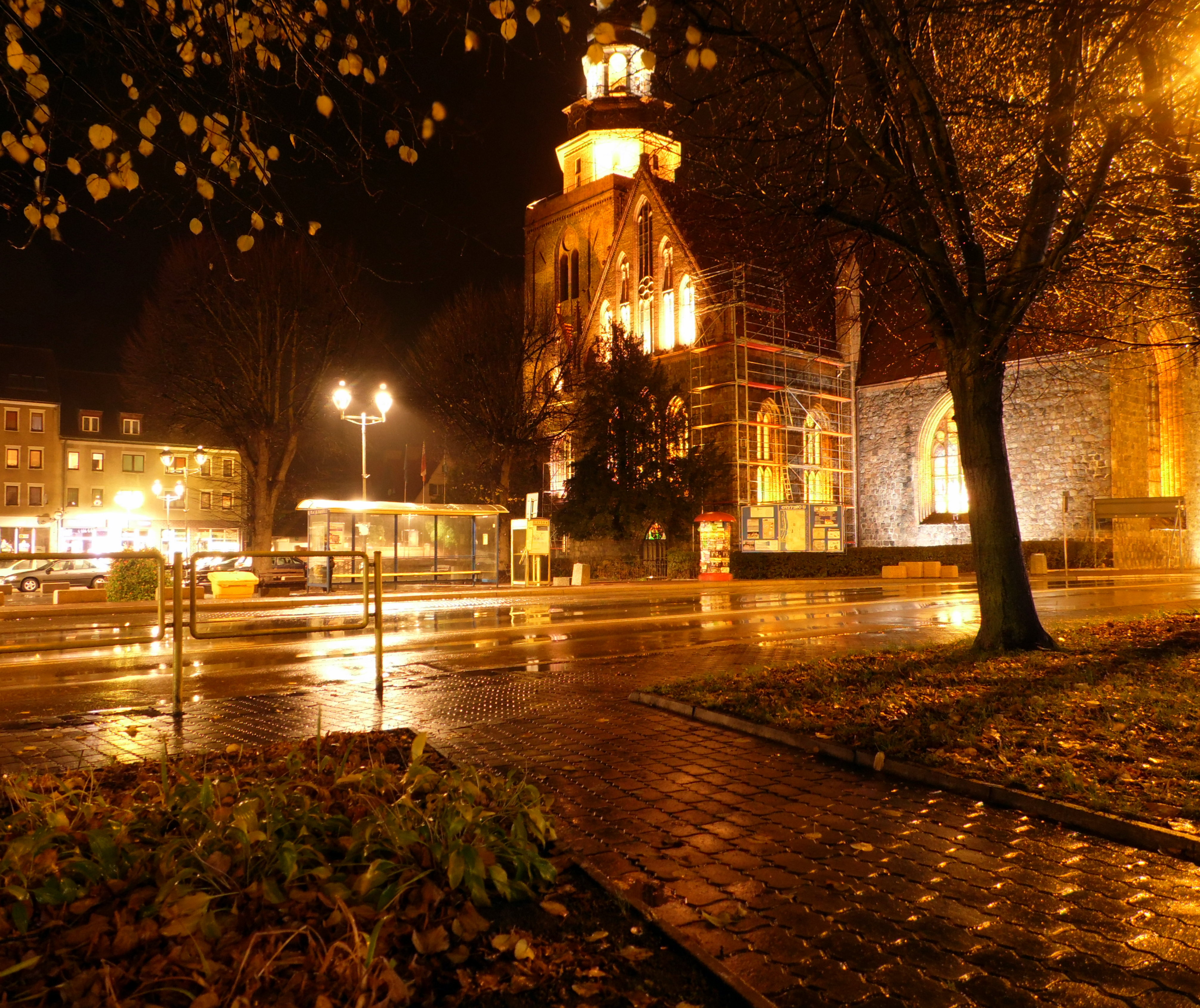
Fragment placu w porze wieczornej
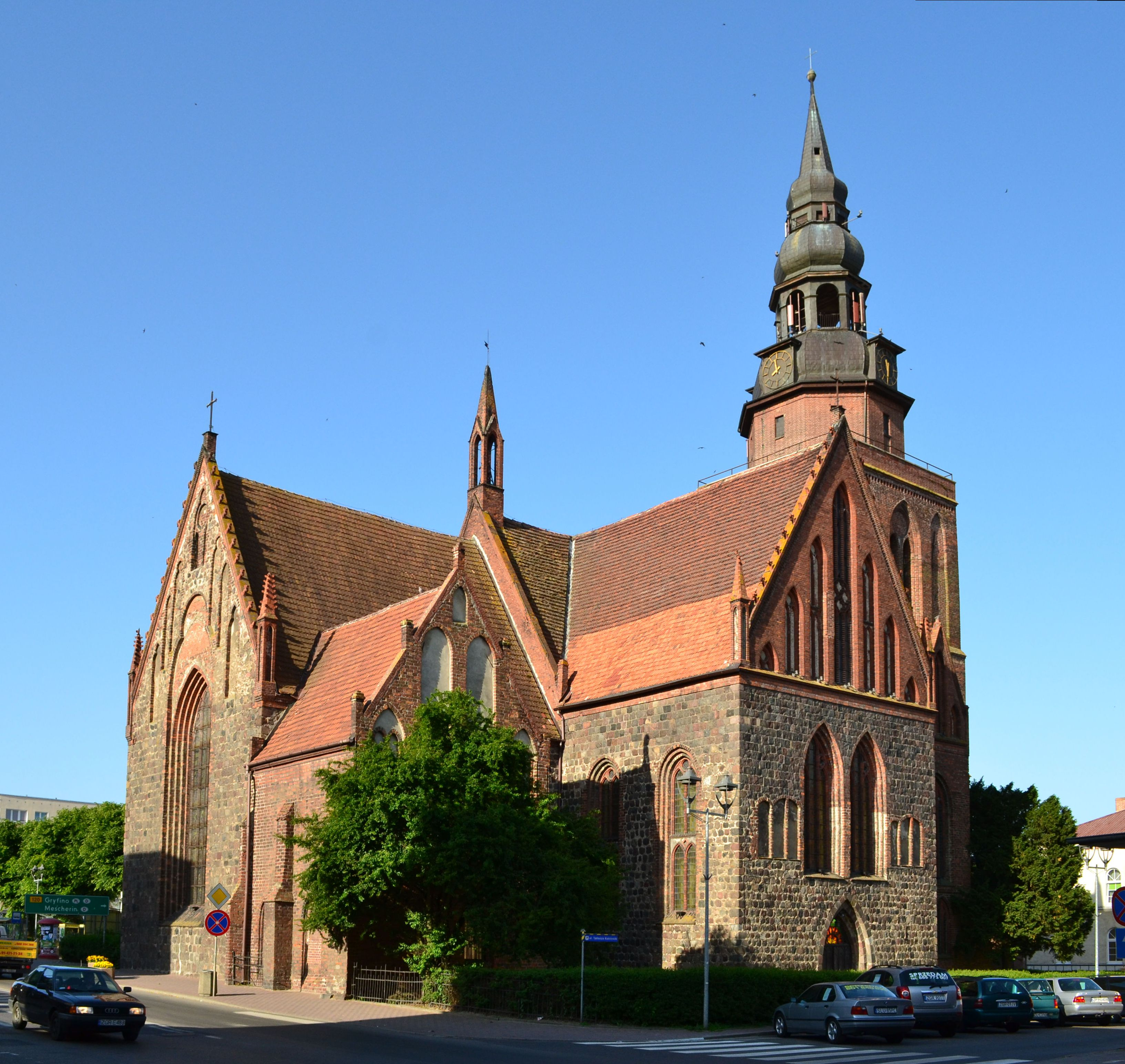
Kościół Narodzenia NMP